# Giuseppe Gherardeschi
 (janvier 2011).
Giuseppe Gherardeschi (né le 3 novembre 1759 à Pistoia – mort le 6 août 1815 dans la même ville) est un compositeur et organiste italien des XVIIIe et XIXe siècles.

## Biographie
Il commence ses études musicales avec son père Domenico (1733-1800), maître de chapelle de la cathédrale de Pistoia et son oncle Filippo Maria et les complète avec Nicola Hall au Conservatoire de S. Maria della Pietà dei Turchini, à Naples.
Il retourne ensuite à Pistoia où il devient organiste. En 1785, il épouse Alessandra Lepore qui lui donne sept enfants avant sa mort en 1794 et, en 1795, Francesca Maestripieri dont il aura une fille.
En 1800, à la mort de son père, il est nommé maître de chapelle de la cathédrale de Pistoia.
Toutes ses pièces d'orgue, spécialement écrites pour l'orgue de la cathédrale, contenait l'enregistrement d'instructions spécifiques très précises. À la cathédrale, lui succède son fils, puis Louis (1791-1871), et son petit-fils Gérard (1835-1905). Ils étaient également des compositeurs et une grande partie de leur musique sacrée et instrumentale a survécu.

## Œuvres

### Œuvres vocales
- Dalisi et Delmia (op), 1782
- Angélique et Médor (chanson), 1783
- The Closet (op), 1784,
- Impatience (chanson), 1798
- Le sacrifice de Jephté (oratorio), 1803
- Hope couronné (chanson), 1804-9

### Musique sacrée
30 messes, 3 matines, 37 Lamentations, 90 motets etc.

### Œuvres instrumentales
6 sonates, etc.